# Wiktory 2007
23. ceremonia rozdania Wiktorów odbyła się 31 maja 2008 roku w auli Politechniki Warszawskiej w Warszawie. Galę transmitowaną przez telewizję TVN prowadzili Anna Mucha i Szymon Hołownia. Wystąpili Tomasz Karolak z zespołem Dirty Track, uczestnicy programu You Can Dance i Joanna Liszowska.

## Laureaci i nominowani
Laureaci nagród wyróżnieni są wytłuszczeniem

### Najpopularniejszy polityk
- Donald Tusk
- Bronisław Komorowski
- Stefan Niesiołowski
- Władysław Bartoszewski
- Joanna Kluzik-Rostkowska

### Najwyżej ceniony komentator lub publicysta
- Bogdan Rymanowski
- Tomasz Lis
- Jarosław Gugała
- Elżbieta Jaworowicz
- Dorota Gawryluk

### Najpopularniejszy aktor telewizyjny
- Janusz Gajos
- Paweł Małaszyński
- Cezary Żak
- Andrzej Grabowski
- Dominika Ostałowska

### Gwiazda piosenki i estrady
- Justyna Steczkowska
- Natasza Urbańska
- Maryla Rodowicz
- Edyta Górniak
- Sebastian Karpiel-Bułecka

### Najlepszy prezenter TV
- Justyna Pochanke
- Małgorzata Wyszyńska
- Krzysztof Ibisz
- Maciej Kurzajewski
- Hanna Lis

### Twórca najlepszego programu telewizyjnego
- Szymon Majewski
- Rinke Rooyens
- Janina Paradowska
- Janusz Rewiński, Krzysztof Piasecki
- Agnieszka Holland

### Osobowość telewizyjna
- Piotr Bałtroczyk
- Kuba Wojewódzki
- Robert Janowski
- Jarosław Kret
- Krzysztof Ibisz

### Największe odkrycie telewizyjne
- Joanna Liszowska
- Katarzyna Cichopek
- Anna Guzik
- Agnieszka Włodarczyk
- Tatiana Okupnik

### Najpopularniejszy sportowiec
- Euzebiusz Smolarek
- Robert Kubica
- Leo Beenhakker
- Otylia Jędrzejczak
- Adam Małysz

### Wiktor publiczności
- Kinga Rusin
- Natasza Urbańska
- Robert Janowski
- Krzysztof Ibisz
- Monika Richardson

### Super Wiktor za całokształt osiągnięć
- Władysław Bartoszewski, Leo Beenhakker, Agnieszka Holland

### Super Wiktor Specjalny
- Maria Kaczyńska